# EDetailing
Il termine eDetailing identifica la gamma di strumenti di comunicazione digitale indirizzati alla diffusione dell'informazione scientifica presso i medici (e.g.: virtual detailing, online promotional / educational services, web seminars ed eventi ECM, etc.).
La disponibilità di nuovi strumenti (dalle applicazioni web e mobile) spinge quindi anche il mondo farmaceutico all'adozione di approcci digitali innovativi in un contesto che è in rapida evoluzione:
- la diffusione di internet, anche tra la popolazione medica che sempre più utilizza la navigazione in rete per reperire informazioni e condividere idee;
- la riduzione degli investimenti nelle aree commerciali (conseguenza di fenomeni come il cost containment e la genericazione dei brand), con un taglio di oltre il 25% negli ultimi 4 anni nella numerosità delle linee;
- le crescenti limitazioni nell'accesso ai medici da parte degli informatori scientifici, che vedono ridursi il tempo utile di una call a 3-5 minuti.[3]

## Il calcolo del RoI
Particolare attenzione, soprattutto nella fase pilota di sviluppo del concetto, deve essere posta alla misurazione della redditività dell'iniziativa di eDetailing, in un'ottica sia di valutazione dei risultati che di ottimizzazione dei futuri piani di investimento.
Il RoI (Return on Investment), per la sua semplicità e versatilità, rappresenta la formula tradizionalmente adottata dalle aziende per misurare la profittabilità:
RoI = (Profitto / Investimento) x 100
dove il profitto è solitamente calcolato sulla base della revenue addizionale generata dalla campagna promozionale (fatturato, numero di prescrizioni, etc.) e l'investimento è dato dal Total Cost of Ownership delle infrastrutture (hardware, software, setup, manutenzione) e dagli altri costi imputabili alla produzione dei contenuti (costo del lavoro, training, costi di marketing, etc.).
Nella pratica, sono principalmente due gli approcci utilizzati per il calcolo del RoI:
- Test e Controllo
- Modelli econometrici di marketing mix

La scelta dell'approccio ottimale dipende dal set informativo a disposizione e dalla necessità o meno di valutare nel complesso un approccio multicanale. Nel caso in cui si disponga di dati prescrittivi granulari (provincia, microbrick, medico) e si voglia analizzare il contributo alle vendite di una singola iniziativa promozionale è preferibile il primo approccio.
Test e Controllo - L'approccio di Test e Controllo confronta gli effetti prescrittivi dell'attività promozionale di eDetailing di due popolazioni omogenee prima e dopo l'esposizione all'iniziativa: ad un campione test (pool di medici o territori al cui interno sono stati coinvolti un numero consistente di medici) viene contrapposto un campione definito di controllo (pool di medici o territori in cui nessun medico è stato coinvolto nell'iniziativa).
Per consentire la confrontabilità, i due campioni devono avere un profilo simile: l'omogeneità dei due gruppi viene valutata mediante l'utilizzo di tecniche statistiche (t-test) applicate a un set di variabili ritenute significative (comportamento prescrittivo, caratteristiche geografiche o anagrafiche).
Nel periodo immediatamente successivo all'implementazione dell'iniziativa, le prescrizioni dei due gruppi vengono monitorate e si confronta la resa prescrittiva rispetto al periodo antecedente utilizzando indicatori di tracking e performance.
Un semplice modello costi-ricavi consente infine la stima del RoI dell'attività.
 Modelli econometrici di marketing mix - L'approccio dei modelli econometrici mira a ricostruire la relazione tra la specifica iniziativa e la sua resa sulle vendite del prodotto e si articola in tre fasi:
1. L'analisi storica delle vendite e delle attività promozionali consente di definire il modello di regressione multivariata che spiega la relazione esistente tra investimenti promozionali e vendite storiche del prodotto;
2. La scomposizione analitica di tutte le componenti promozionali identifica le attività che hanno avuto un impatto statisticamente significativo sulle vendite e ne quantifica il contributo;
3. Il confronto tra vendite addizionali generate e costi sostenuti permette di valutare il RoI di ciascun canale.

L'approccio dei modelli econometrici consente di definire scenari alternativi di investimento e di mix promozionale e di ottimizzare l'allocazione del budget promozionale ottenendo significativi miglioramenti nella performance del brand.
L'orizzonte temporale sul quale calcolare il RoI dipende dall'obiettivo della misurazione che può quindi essere:
- di breve periodo (3-6 mesi), solitamente utilizzato per valutare l'impatto di una campagna di emarketing
- di lungo periodo (12-24 mesi), per definire il ritorno di un investimento in tecnologie ed infrastrutture.

Le dimensioni misurate per valutare l'efficacia di una campagna promozionale digitale fanno spesso riferimento al concetto di fatturato in modo più o meno diretto (vendite incrementali, variazione della market share, numero di prescrizioni ma anche numero e frequenza dei contatti, durata del contatto, etc.).
Nella realtà del farmaceutico, soprattutto per quanto riguarda quelle aziende che hanno utilizzato la leva della promozione digitale con iniziative pionieristiche e che hanno quindi già superato la fase di proof of concept, si fa poi sempre maggiore riferimento ad indicatori legati ai concetti di brand equity e di customer satisfaction.
Sebbene le metriche legate al ritorno finanziario di un'iniziativa siano certamente utili per indirizzare le azioni di comunicazione di una specifica campagna, le metriche più interessanti sono quelle legate ad una visione più profonda e a lungo termine: surveys sulla soddisfazione del cliente, misure di brand awareness e di loyalty, tracking del resolution rate o del message recall consentono di adottare un'ottica più ampia e di valutare l'effettivo ritorno di un'iniziativa strategica che ha come scopo quello di costruire una relazione di fiducia con il medico al quale si rivolge poiché consentono di valutare la qualità del coinvolgimento e ne misurano il reale grado di efficacia. 

## Fattori di successo dell'eDetailing
Per una reale massimizzazione del ritorno economico e più in generale dei benefici di un investimento in e-marketing, è necessario tener conto di alcune semplici ma essenziali considerazioni:
- il successo dell'iniziativa è legato alla fase del ciclo di vita del prodotto - numerosi studi dimostrano la maggiore efficacia degli strumenti digitali nel lancio di nuovi prodotti/indicazioni e negli stadi di maturità, ovvero le fasi in cui il comportamento prescrittivo del medico segue maggiormente criteri di razionalità e in cui, ad esempio, un'iniziativa di eDetailing può consentire di deliverare con maggiore efficacia un'informazione più complessa, di velocizzare la diffusione dei messaggi sul prodotto e di favorirne la penetrazione sul territorio;
- l'iniziativa di marketing digitale deve collocarsi in una prospettiva di integrazione multicanale – proseguendo sullo stesso esempio, lo strumento dell'eDetailing, più che sostituire l'intervista tradizionale, ne può alleviare i limiti (geografici, di accesso al medico, etc.), ed essere utilizzato efficacemente per rinforzare messaggi o accrescere la share of voice. In tal senso, una segmentazione puntuale del target di riferimento consente di ottimizzare il mix di tattiche promozionali digitali e tradizionali in modo da massimizzare il ritorno di ciascun canale e soddisfare le diverse esigenze dei customer;
- la comprensione di bisogni e preferenze rappresenta un reale fattore differenziante in un contesto in cui i budget aziendali per l'eDetailing raggiungono ormai le nove cifre - l'obiettivo di tali iniziative non deve quindi limitarsi alla semplice generazione di call (visione che ha già decretato il precoce fallimento dell'iniziativa in più di un'azienda) ma deve necessariamente includere la soddisfazione dei bisogni del medico in termini di dialogo, interazione, chiarezza;
- il coinvolgimento degli informatori e la loro motivazione sono passaggi indispensabili per riuscire ad offrire innovazione in un mercato storicamente tradizionalista come quello farmaceutico – l'introduzione dell'eDetailing, soprattutto nelle forme ibride (possibilità di effettuare call virtuali in complemento a quelle tradizionali sul campo), ha risvolti positivi sia sul risultato della rete, che avrà a disposizione un nuovo strumento per migliorare efficacia e qualità dei contatti e può diventare destinataria di incentivi in termini di customer satisfaction, che sul suo work/life balance poiché consentirà di svolgere sessioni di lavoro direttamente da casa;
- come per tutte le iniziative legate all'utilizzo di strumenti digitali, è fondamentale saper incassare e reagire – nel web le regole sono dettate dal consumatore e le aziende che scelgono di misurarsi con il nuovo linguaggio devono avere massa critica sufficiente a superare fasi critiche come quella del recruitment o della revisione del concept a fronte dei feedback ricevuti.

In conclusione, è evidente come l'elemento di maggiore criticità per determinare il corretto approccio all'eMarketing sia quello di garantire un valore aggiunto a chi ne fruisce, concetto che deve essere posto alla base della pianificazione ed implementazione di qualsiasi iniziativa: in tal senso, partendo da un'ottica di customer satisfaction, le aziende farmaceutiche devono oggi essere in grado di adottare un orizzonte ampio nel quale strumenti come l'eDetailing entrino a far parte di una più ampia eStrategy che includa ed integri l'ampio set di strumenti digitali a disposizione del marketing (dalle newsletter alle web conference) così come i canali più tradizionali di promozione ed informazione scientifica.